# Aleurotrachelus ishigakiensis
Aleurotrachelus ishigakiensis is een halfvleugelig insect uit de familie van de witte vliegen (Aleyrodidae), onderfamilie Aleyrodinae.
De wetenschappelijke naam van deze soort is voor het eerst geldig gepubliceerd door Takahashi in 1933.